# Copa Pernambuco
La Copa Pernambuco es un torneo de copa de fútbol en el que participan los equipos del estado de Pernambuco.

## Historia
La copa fue creada en el año 1994 originalmente como una especie de torneo de pretemporada para el Campeonato Pernambucano y se jugaba a finales de cada año en el que participaban los equipos profesionales y activos del estado de Pernambuco. La competencia tuvo 19 ediciones y su última edición fue en 2019 cuando Santa Cruz salió campeón y se convirtió en el equipo más laureado, con cinco títulos.

## Títulos

### Por equipo
| Club                  | Títulos | Subtítulos | Años campeón                 | Años subcampeón  |
| --------------------- | ------- | ---------- | ---------------------------- | ---------------- |
| Santa Cruz            | 5       | 2          | 2008, 2009, 2010, 2012, 2019 | 1998, 2011       |
| Recife                | 4       | -          | 1996, 1997, 2000, 2002       | ----             |
| Sport Recife          | 3       | 3          | 1998, 2003, 2007             | 2000, 2005, 2010 |
| Desportiva Vitória    | 2       | 1          | 1995, 2004                   | 1994             |
| Central               | 1       | 3          | 2001                         | 1996, 1999, 2009 |
| Náutico               | 1       | 3          | 2011                         | 2003, 2007, 2019 |
| Porto                 | 1       | 1          | 1999                         | 2012             |
| Ypiranga              | 1       | -          | 1994                         | ----             |
| Salgueiro             | 1       | -          | 2005                         | ----             |
| Flamengo de Arcoverde | -       | 1          | ----                         | 1995             |
| Serrano               | -       | 1          | ----                         | 1997             |
| Decisão               | -       | 1          | ----                         | 2001             |
| Intercontinental      | -       | 1          | ----                         | 2002             |
| Centro Limoeirense    | -       | 1          | ----                         | 2004             |
| Atlético Pernambucano | -       | 1          | ----                         | 2008             |

### Por ciudad
| Ciudad                   | Títulos | Equipos                                                       |
| Recife                   | 13      | Santa Cruz (5), Recife FC (4), Sport Recife (3) y Náutico (1) |
| Caruaru                  | 2       | Central (1) y Porto-PE (1)                                    |
| Vitória de Santo Antão   | 2       | Vitória-PE (2)                                                |
| Salgueiro                | 1       | Salgueiro (3)                                                 |
| Santa Cruz do Capibaribe | 1       | Ypiranga-PE (1)                                               |

## Goleadores
| Año       | Jugador             | Club               | Goles        |
| --------- | ------------------- | ------------------ | ------------ |
| 1994 - 98 | no informado        | no informado       | no informado |
| 1999      | Fabian Santos       | América-PE         | 8            |
| 2000 - 05 | no informado        | no informado       | no informado |
| 2006      | no disputado        | no disputado       | no disputado |
| 2007 - 08 | no informado        | no informado       | no informado |
| 2009      | Gaúcho              | Santa Cruz         | 12           |
| 2010      | Fábio               | Porto              | 7            |
| 2011      | no informado        | no informado       | no informado |
| 2012      | Renato Pedro Gusmão | Náutico Santa Cruz | 5            |
| 2019      | Leozinho            | Santa Cruz         | 6            |